# Вътрешен човек (Пингвина)
„Вътрешен човек“ (на английски: Inside Man) е вторият епизод на американския криминален драматичен сериал „Пингвина“, който е разклонение на игралния филм от 2022 г. „Батман“. Епизодът е написан от Ерика Джонсън и е режисиран от изпълнителния продуцент Крег Зобел. Премиерата на епизода е на 29 септември 2024 г. по „Ейч Би О“ в Съединените щати, като в същия ден е достъпен и в стрийминг платформата „Макс“.
Действащ малко след събитията във филма, сериалът изследва възхода към властта на Озуолд „Оз“ Коб/Пингвина (в ролята Колин Фарел) в престъпния подземен свят на Готъм Сити. Оз се оказва съюзник с млад мъж на име Виктор (Рензи Фелиз), като същевременно трябва да се справи с присъствието на София Фалконе (Кристин Милиоти), която търси отговори относно изчезването на брат си.
Епизодът получава положителни отзиви от критиците, които похвалват изпълненията, сцените и развитието на героите, въпреки че някои изразяват критика към темпото.

## Сюжет
София се подлага на терапия и получава паник атака, след като халюцинира убийството на Алберто. Тя излиза от кабинета на терапевта, възнамерявайки да отмъсти за смъртта на брат си.
Оз отново посещава Марони, който е ядосан от действията му. Оз защитава решенията си и убеждава Марони да продължат партньорството си, като помага с пратка, която ще бъде взета от екипа на Марони. Оз обаче е изненадан, когато Джони Вити се появява и го принуждава да влезе в бронирания камион вместо в колата. Екипажът на Марони пристига и пресреща камиона, убивайки много от хората на Фалконе. Оз едва се измъква жив и твърди, че е невинен пред Вити. София обаче е сигурна, че някой от екипа им сътрудничи на Марони. Братът на Фалконе, Лука, е привлечен да заеме мястото на Кармайн като шеф на семейството, и предупреждава София да стои настрана от бизнеса им.
Оз е повикан в къщата на майка си, след като хазяинът му съобщава, че нейната деменция се влошава. Оз отказва да я настани под постоянна грижа и продължава да му плаща, за да бъде с нея. След погребението на Алберто София подкупва пенсиониран детектив, който преди е работил на заплата при баща ѝ, за да разследва обира, и намира Ервад, един от хората на Марони. Съпругата на Марони, Надя, възлага на Оз да изведе Ервад, преди да могат да го накарат да говори. Оз се промъква в дома на Фалконе, който е домакин на приема за погребението на Алберто. В същото време Виктор се опитва да подхвърли бижута в колата на Вити, за да разкрие аферата му със съпругата на Лука, но е принуден да избяга, когато бодигардовете на Фалконе го виждат.
Оз намира мазето, където е затворен Ервад, но след като е информиран от Виктор, че е видян, той е принуден да убие Ервад с нож. Когато София и Лука откриват трупа, те затварят къщата и принуждават всички, назначени за операцията с камиона, включително Оз, да влязат в една стая. Оз подхвърля ножа в джоба на Кастийо. София се опитва да го застреля, но Лука се намесва и убива Кастийо. Чувствайки, че София е замъглена от нейната вендета, Лука решава, че тя ще бъде изпратена в Италия, докато не уредят работата си. Същата нощ Оз кара Виктор да копае гроб за телата на Ервад и Кастийо, предупреждавайки го да остане съсредоточен или ще свърши точно като тях. По-късно той се обажда и се среща със София в семейната крипта на Фалконе. Тя го моли за партньорство, за да унищожи семейната йерархия на Фалконе, за да може тя да се намеси и да поеме пълен контрол.

## Производство

### Развитие
Епизодът е написан от съизпълнителния продуцент Ерика Джонсън и режисиран от изпълнителния продуцент Крег Зобел. Участието на Зобел е потвърдено през октомври 2022 г., когато е обявено, че той ще режисира първия епизод.

### Заснемане
За сцените с отвличането на камиона, екипът разполага само с две нощи, за да ги заснеме. Зобел казва, че „исках да има нещо, което да се чувства малко по-голямо и малко по-отразяващо героя, който е във филма“. Екипът намира място под мост, а Зобел се забавлява, докато режисира сцените.

## В България
Епизодът е излъчен премиерно в България по „Ейч Би О“ на 29 септември 2024 г., като от същия ден е достъпен и в стрийминг платформата „Макс“, субтитриран на български език.